# Iglesia de San Miguel Arcángel (Ascarza)
La iglesia de San Miguel Arcángel es un templo situado en el concejo de Ascarza, en el municipio alavés de Vitoria.

## Descripción

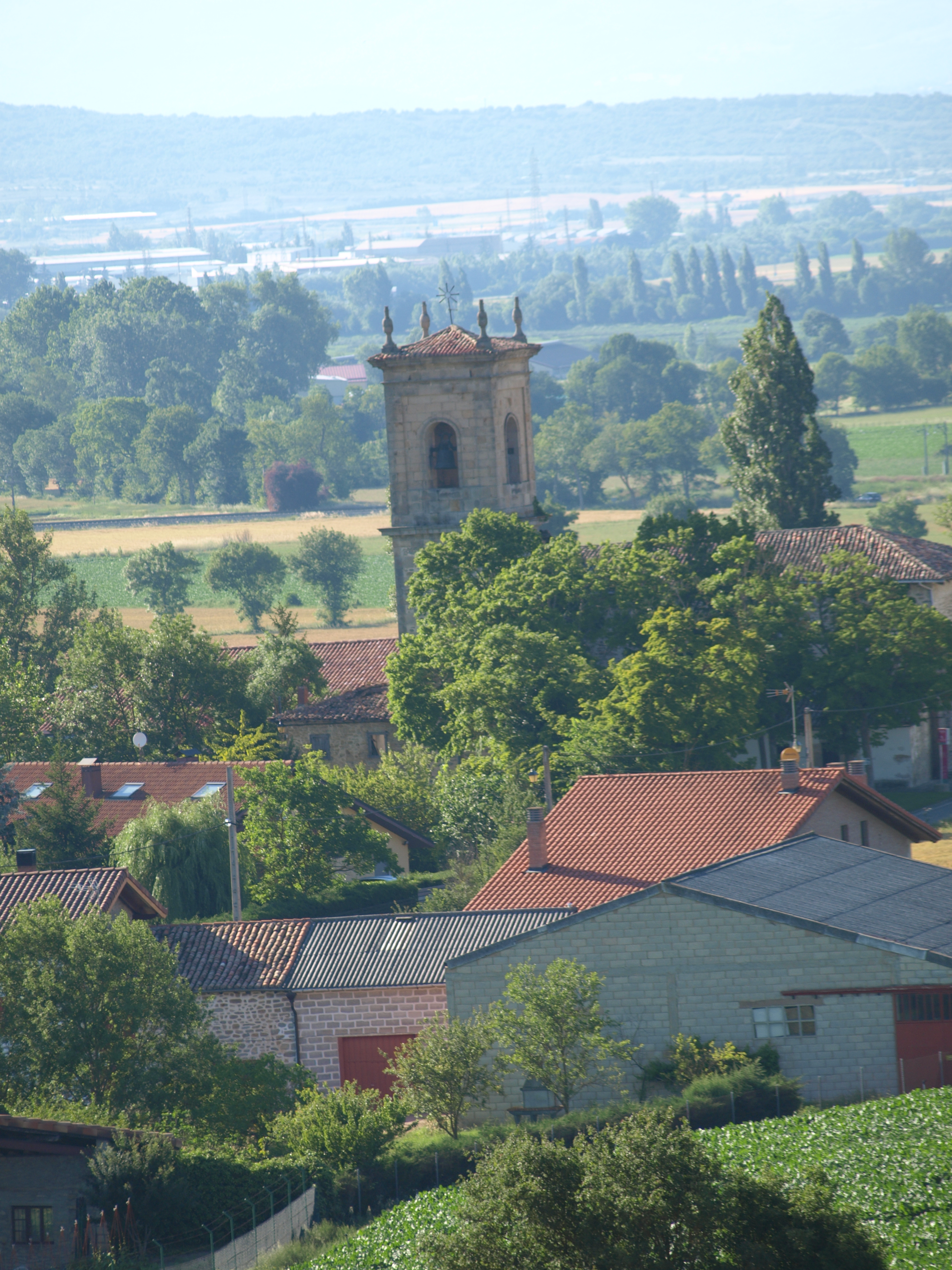
Vista de la torre de la iglesia

Se menciona como iglesia parroquial del lugar en el Diccionario geográfico-estadístico-histórico de España y sus posesiones de Ultramar de Pascual Madoz, donde se dice que estaba «servida por 1 beneficiado». Décadas después, ya en el siglo XX, Vicente Vera y López vuelve a reseñarla en el tomo de la Geografía general del País Vasco-Navarro dedicado a Álava con las siguientes palabras: «Su templo parroquial, dedicado á San Miguel Arcángel, pertenece al arciprestazgo de Armentia y es parroquia rural de segunda clase».
Los registros sacramentales de bautismos, matrimonios y decesos generados por la parroquia de San Miguel Arcángel desde el siglo XV hasta el final del XIX se conservan con los del resto de iglesias de la provincia en el Archivo Histórico Diocesano de Vitoria, donde pueden consultarse.